# 三重県道730号檜山路南張線

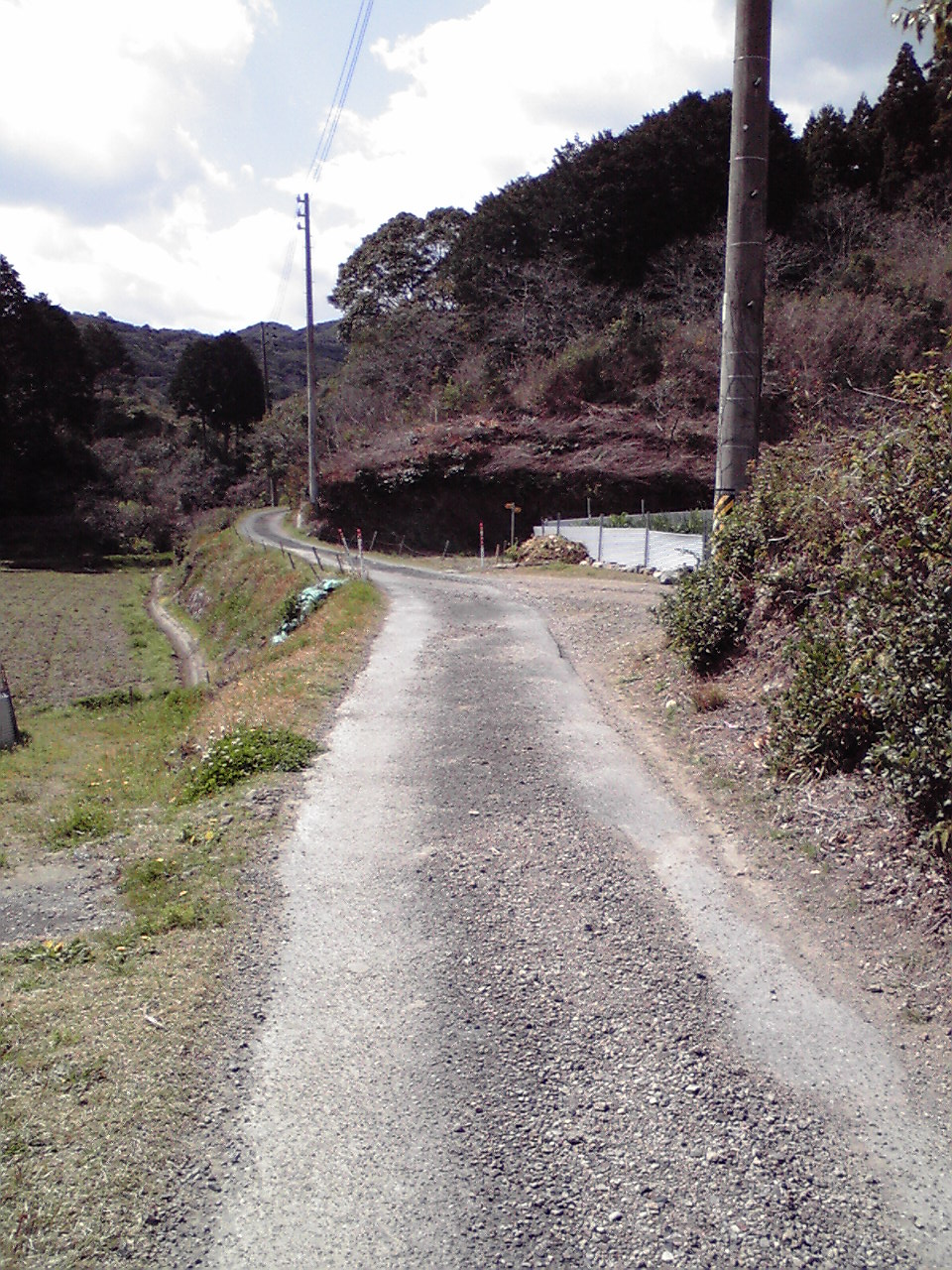
檜山路南張線（志摩市浜島町桧山路）

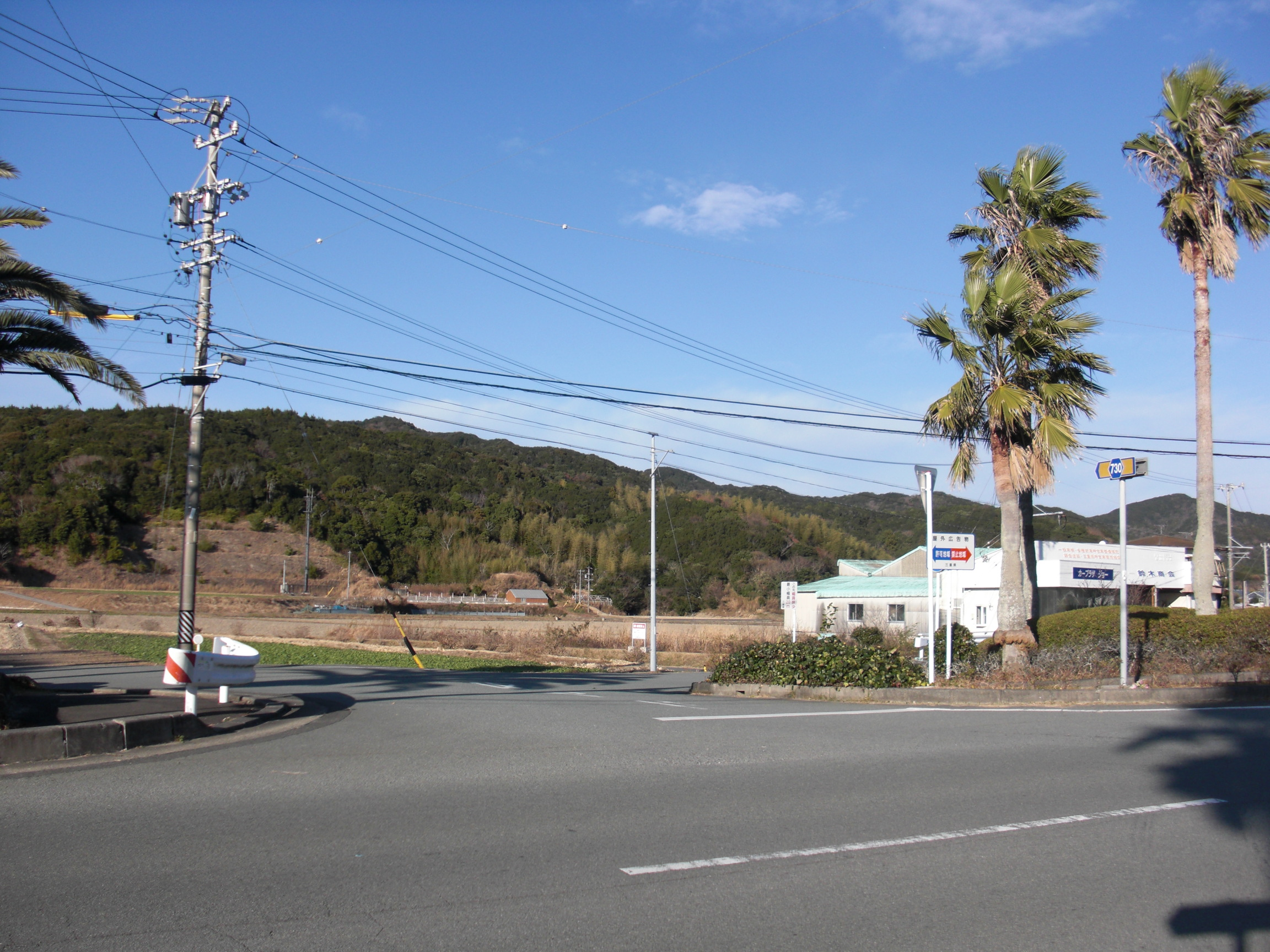
終点

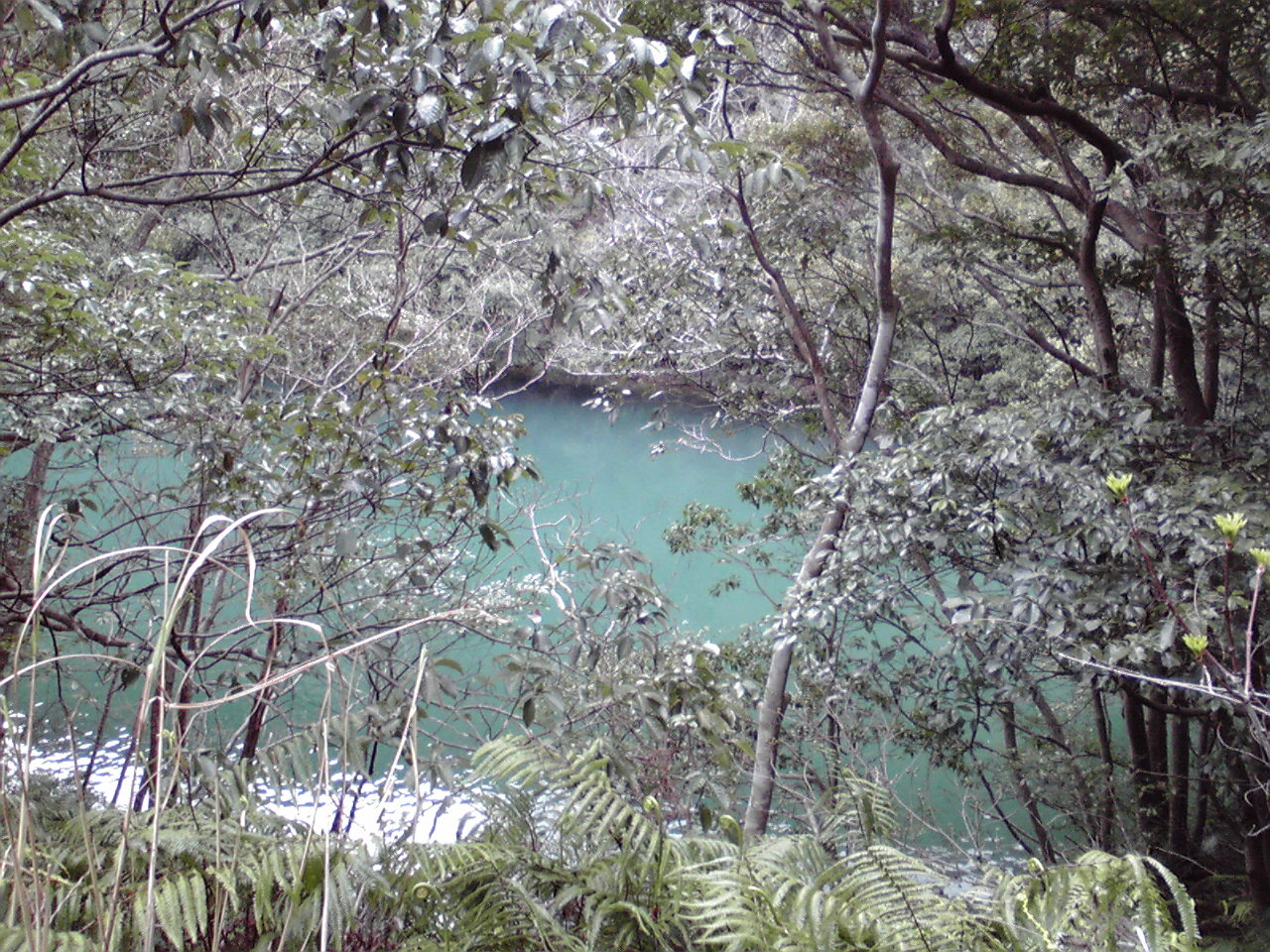
奥山池

三重県道730号檜山路南張線（みえけんどう730ごう ひやまじなんばりせん）は、三重県志摩市にある一般県道である。全線両側1車線で、道幅は狭く、県道ではなく「険道」だと揶揄される。

## 概要

### 路線データ
- 起点：志摩市浜島町桧山路字上条157番地先[3]（三重県道112号磯部浜島線交点）
- 終点：志摩市浜島町南張（なんばり）字吉丁場1736番地先[3]（国道260号交点）
- 総延長：4,025m
- 重複区間：なし
- 路線認定：1959年（昭和34年）1月25日[1]

## 路線状況

### 利用状況
2005年のデータ（平成17年度道路交通センサスによる。）
| 地点             | 24時間交通量            |
| 志摩市浜島町南張 | 平日：114台 休日： 71台 |

## 地理
桧山路地区と南張地区を最短で結ぶ道路であり、舗装はされているものの道幅は大変狭く、通行車両は非常に少ない。主に地元の人や、いわゆる「険道マニア」が利用する。

### 通過する自治体
- 三重県志摩市

### 接続する主な路線
- 三重県道112号磯部浜島線：起点
- 国道260号：終点

### 沿線
- 桧山路生涯学習センター
- 奥山池（南張川水源）
- 南張メロンのビニルハウス群